# Pantserdekschip

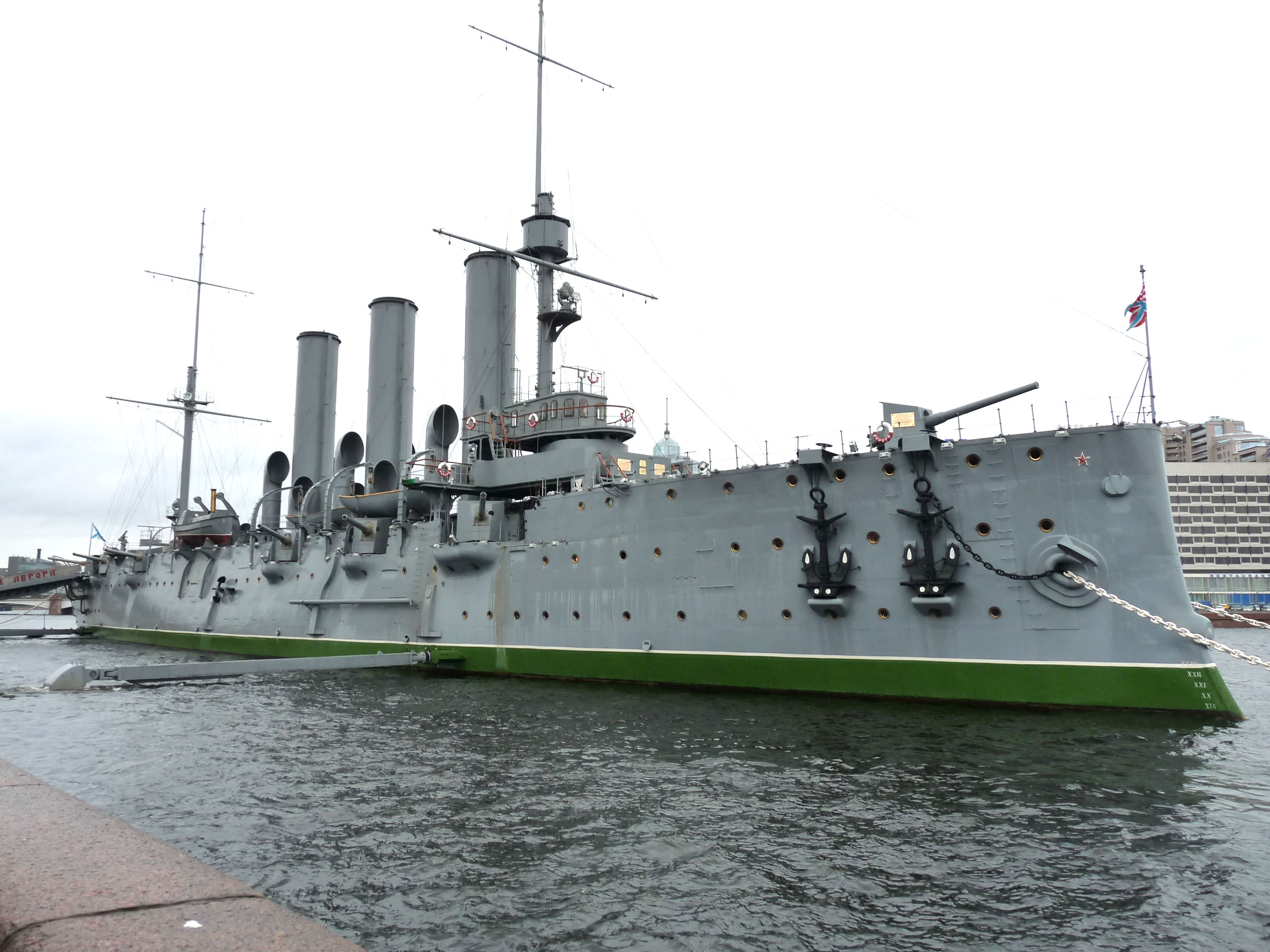
Aurora (2009)

Een pantserdekschip of pantserdekkruiser is een kruiser die binnendeks op ongeveer de waterlijn gepantserd is, wat bescherming biedt tegen kanonskogels en artilleriegranaten, maar tegelijkertijd het schip zwaar en traag maakt. In tegenstelling tot de pantserkruiser waren de zijden echter niet versterkt. Het scheepstype ontstond omstreeks 1870, toen door verbeteringen van de artillerie granaten de gepantserde zijkanten van pantserkruisers konden doorboren, tenzij deze extreem zwaar gepantserd waren. Het pantserdekschip was door het weglaten van de bepantsering aan de zijkanten lichter en wendbaarder dan een pantserkruiser van dezelfde afmetingen. Eventueel binnendringende projectielen konden het schip slechts dankzij het pantserdek niet dieper dan tot op de waterlijn beschadigen.
Al in het eerste decennium van de twintigste eeuw was het scheepstype verouderd en werden de meeste pantserdekschepen vervangen door lichte kruisers.

## Zie ook

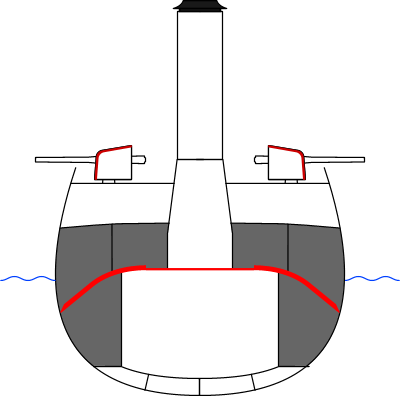
pantserschema van een pantserdekschip
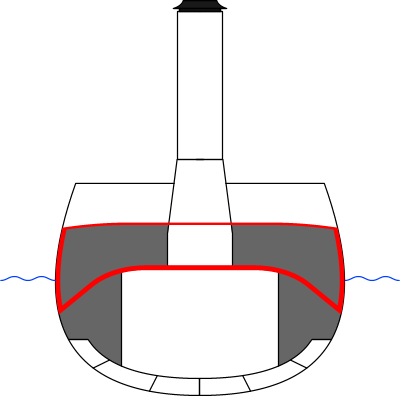
pantserschema van een pantserkruiser